# أنشارتد: مجموعة إرث اللصوص
أنشارتد: مجموعة إرث اللصوص (بالإنجليزية: Uncharted: Legacy of Thieves Collection؛ نقحرة: أنشارتد: ليجاسي أوف ثيفس كولكشن)‏ هي لعبة فيديو طورتها نوتي دوغ ونشرتها سوني إنتراكتيف إنترتينمنت، صدرت في 28 يناير 2022 على أجهزة ويندوز وبلاي ستيشن 5. وهي النسخة العاشرة من سلسلة أنشارتد تتضمن كل من أنشارتد 4: نهاية لص وأنشارتد: الإرث المفقود.